# Kungsstenarna
Kungsstenarna, česky Královské kameny a švédsky nazývané také Höge Stenar nebo Ås 19:1, jsou dvě velké vztyčené vápencové desky (balvany), které jsou součástí pohřebiště z doby železné. Památkově chráněné objekty se nacházejí u vesnice Ottenby u silnice k populárnímu majáku Långe Jan v přírodní rezervaci Ottenby v okrese Mörbylånga na jihu švédského ostrova Öland v kraji Kalmar.

## Další informace
Bezprostředně vedle kamenů se nachází další kameny, kamenný hrob a 7 kamenných kruhů, které jsou také součástí pohřebiště. Pohřebiště, které je orientováno severojižním směrem, má rozměry 110×30 m a obsahuje asi 12 starověkých pozůstatků. K místu se váže několik legend, které např. odkazují na dva pohřbené krále nebo na germánského boha Odina, který svým kopím poškodil jižní kámen.
K místu vede také okružní turistická trasa Västra markslingan a Kyrkhamnsleden.

## Galerie

Vztyčené kameny
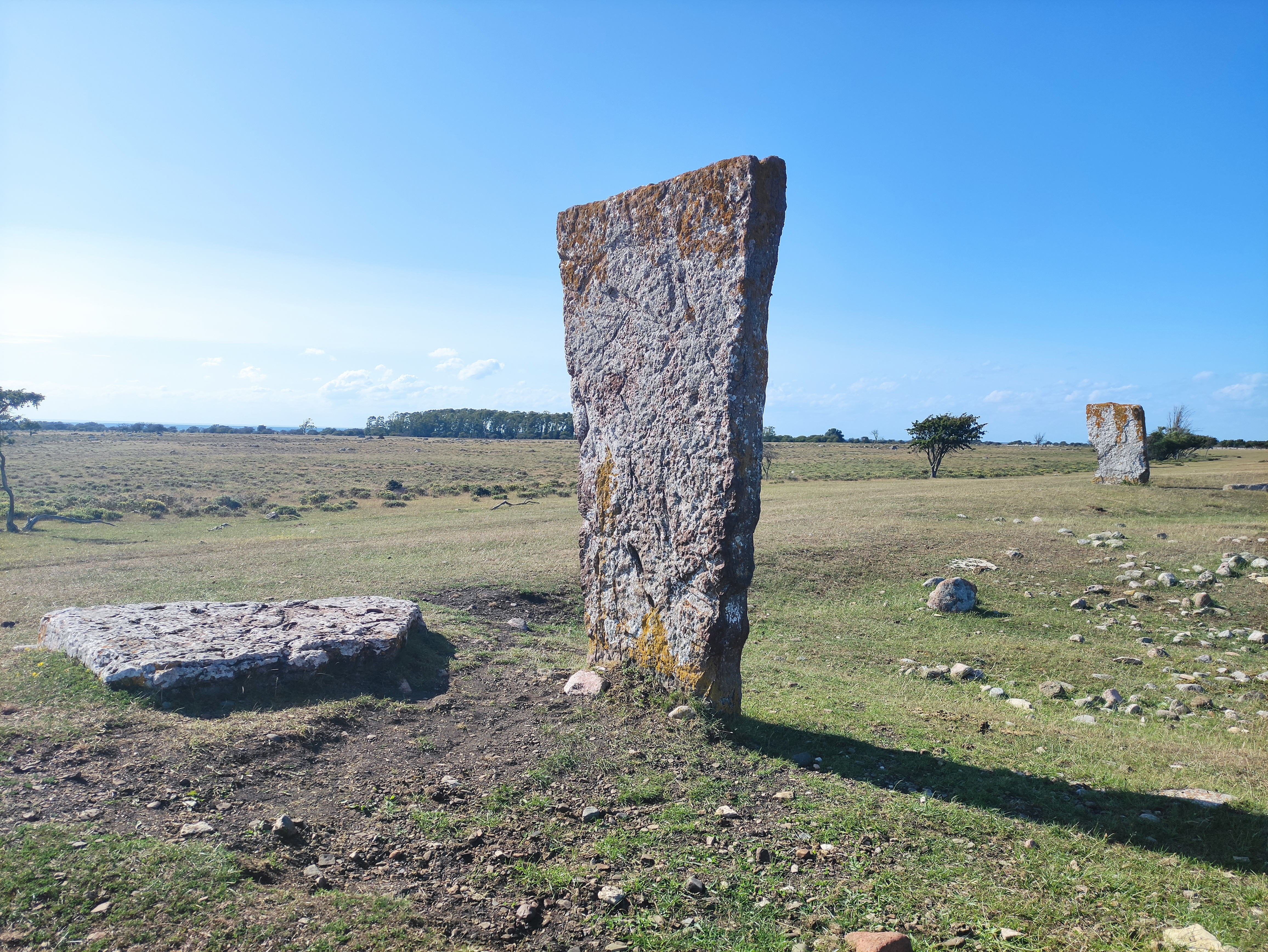
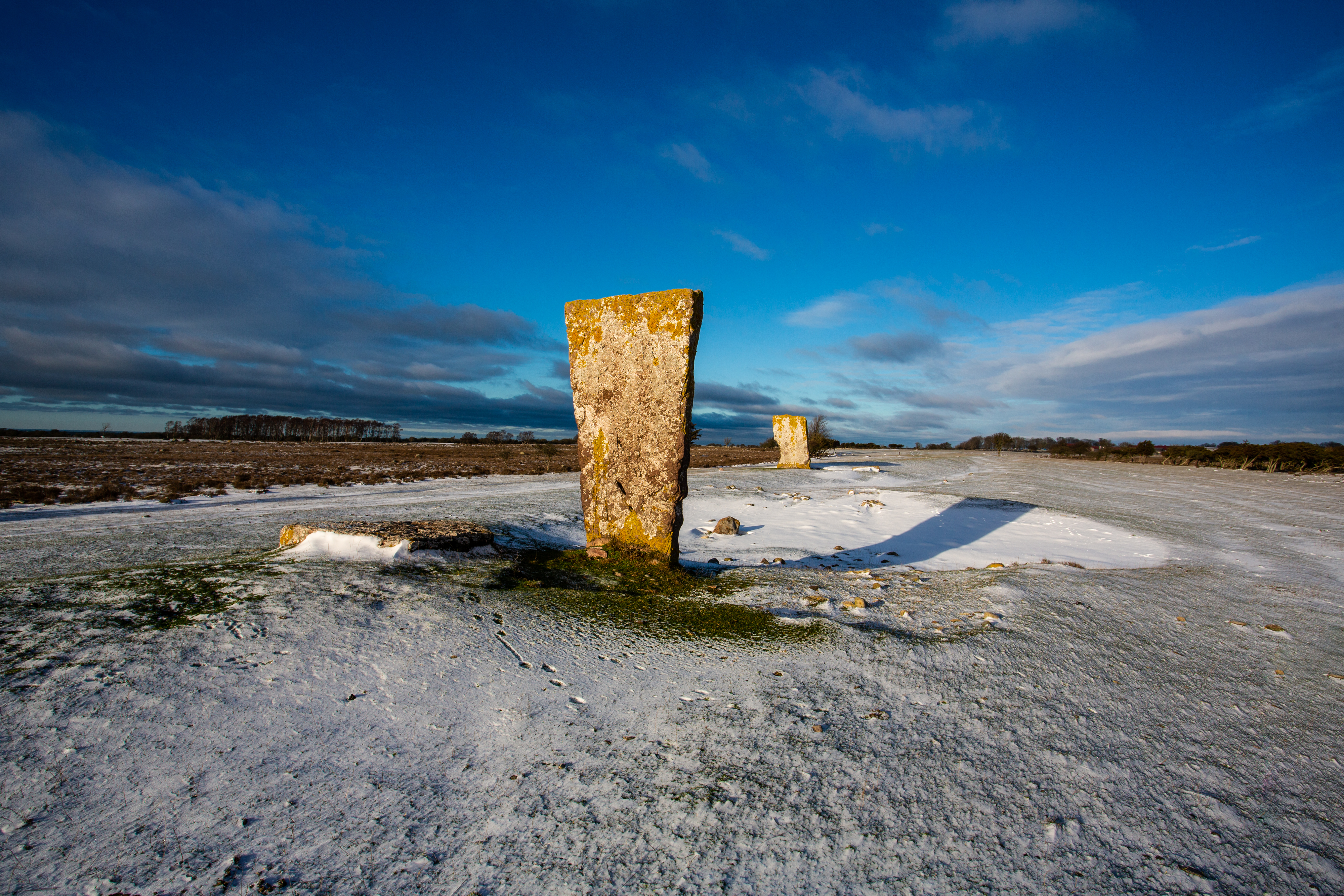
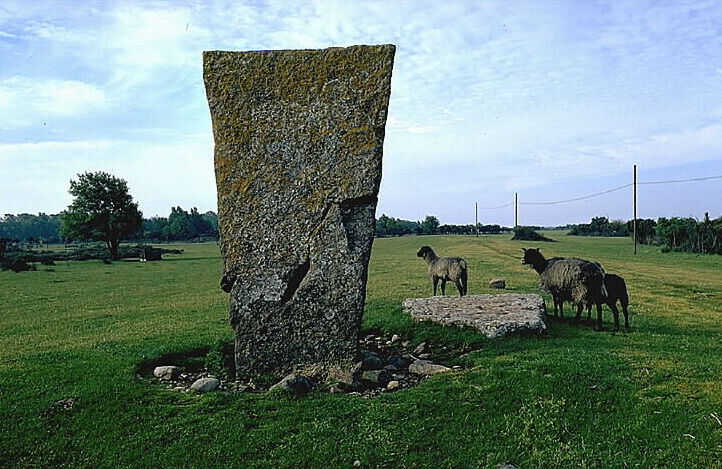
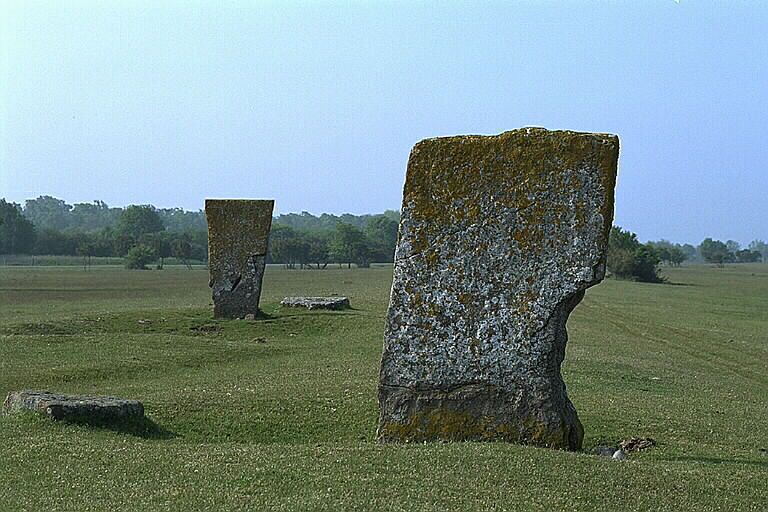